# Serge July
Pour les articles homonymes, voir July.
Serge July est un journaliste français, né le 27 décembre 1942 à Paris 15e. En 1973, il est l'un des cofondateurs du journal Libération et le dirige de 1974 à 2006, période durant laquelle il assure des éditoriaux politiques sur Europe 1, TF1, France 3 et LCI.
Après cette période, il devient pleinement éditorialiste sur RTL jusqu'en 2014, puis polémiste sur Europe 1.

## Biographie

### Jeunesse
Le grand-père paternel de Serge July, Fortuné July (dont la mère, née Arghiropulo, était grecque phanariote), était colonel, chef d'orchestre de l'infanterie et compositeur, qui écrivit des chansons pour Mistinguett. Son père, jugé libre penseur, est polytechnicienet fit les deux guerres mondiales dans l'artillerie. Sa mère est ouvrière, bretonne et catholique, originaire de Châteauneuf-d'Ille-et-Vilaine. Le couple, dont la relation est cachée car considérée par les parents July comme une mésalliance, ne se marie qu'après la mort de ces derniers, et s'installe dans le 15e arrondissement, puis dans le 11e arrondissement de Paris. Lui est directeur d'exportation chez Ducretet-Thomson et elle, couturière au sein de la maison de haute couture Lucien Lelong.
En 1958, élève au lycée Turgot, Serge July lance le journal de l'établissement et entre à la Ligue internationale contre l'antisémitisme avec ses camarades de classe, René Frydman et Pierre-William Glenn. Il participe en outre aux manifestations contre la guerre d'Algérie et le retour du général de Gaulle au pouvoir.

### Années 1960
Pendant la guerre d'Algérie, Serge July est un des militants du Front universitaire antifasciste, fondé en 1961, qui réunit des militants de la gauche de l’UEC mais comprend aussi en son sein un certain nombre d’étudiants du PSU et de la Jeunesse étudiante chrétienne. Alors qu'il est étudiant en histoire de l’art à la Sorbonne, il adhère en 1961, sans être encarté au PCF, à l’Union des étudiants communistes (UEC, proche du PCF), dominée par la tendance « italienne » (en référence à l’aile togliattiste du Parti communiste italien), puis en est expulsé en 1963. Il commence alors à collaborer à Clarté, magazine des étudiants communistes, publiant dans des domaines variés : interview de Louis Malle dans le numéro de novembre, étude du théâtre moderne à travers l’œuvre de Samuel Beckett et des ballets de Maurice Béjart dans le numéro de décembre, compte-rendu de lecture de Michel Butor en janvier 1964, analyse sur le phénomène des « copains » en février 1964. À ses côtés, Jean-Marcel Bouguereau, Marc Kravetz et Jean-Louis Peninou, que l’on retrouvera tous les trois, quelques années plus tard, à Libération. 
Grâce à Félix Guattari, psychanalyste de la clinique de La Borde à Cour-Cheverny, dans le Loir-et-Cher, Serge July réussit à se faire réformer et échappe au service militaire, pouvant continuer ses activités syndicales et politiques. 
Dirigeant de la FGEL [réf. nécessaire], puis secrétaire général de l'Union nationale des étudiants de France (UNEF) en 1964), en 1965, il est vice-président, chargé de l'information et des relations avec les médias. De 1966 à 1969, il est enseignant au collège Sainte-Barbe, préparant les élèves aux grandes écoles en français-philosophie. Marié, habitant dans un appartement payé par ses beaux-parents dans le Marais, il continue de participer aux manifestations contre la guerre du Viêt Nam, manifestations violentes influencées par les organisations militarisées des Zengakuren.
Le 23 mars 1968, il rejoint à Nanterre le comité du Mouvement du 22-Mars. Pendant les « événements » de Mai 68, il fait partie de ceux de l'extrême gauche qui politisent fortement le mouvement, quittant par la même occasion son poste de professeur et sa femme. À Nanterre, il anime le bulletin d'information militant Interluttes. C'est à cette occasion qu'il rencontrera pour la première fois le philosophe Jean-Paul Sartre qui devient directeur de la publication de ce bulletin. Cette stratégie permet aux militants d'échapper à la répression que subissent les militants politiques à cette époque et sera réutilisée lors de la dissolution de La Cause du peuple sous le coup des lois Marcellin[réf. nécessaire].
En août 1968, Serge July et Alain Geismar font un voyage à Cuba où ils sont reçus triomphalement. Au retour, ils rédigent un livre intitulé Vers la guerre civile : « […] Mai… a remis la société française sur ses pieds… il a remis la révolution et la lutte de classe au centre de toute stratégie. Sans vouloir jouer aux prophètes  : l’horizon 70 ou 72 de la France, c’est la révolution… Mai en France, c’est le début d’une lutte de classe prolongée. » Désireux de concrétiser cette prophétie, il fait partie des fondateurs de la Gauche prolétarienne, le 31 octobre 1968, et de son comité exécutif (comme rabatteur de phénomènes nouveaux en émergence). Elle est auto-dissoute par Benny Lévy (alias Pierre Victor) en 1973, de peur d'une dérive terroriste.
Le 11 avril 1970, Serge July et Michel Le Bris signent une « Libre opinion » dans Le Monde, où, citant Saint-Just et Marat, ils réaffirment la centralité de la lutte des classes en France et la nécessaire résistance contre le pouvoir gaulliste/pompidolien et l'exploitation capitaliste. Trois jours plus tard, Raymond Marcellin ordonne l’arrestation de Michel Le Bris.

### Activité dans le Nord
En avril 1970, il est responsable du mouvement maoïste dans le Nord de la France, sous le pseudonyme de Marc. Il succède à Jean Schiavo comme chef mao du Nord, après l’arrestation sur dénonciation de ce dernier en mars pour un attentat contre un bâtiment des Houillères à Hénin-Liétard, le 17 février, en représailles contre la responsabilité supposée des dirigeants des mines dans un coup de grisou qui a fait seize morts à Fouquières-lès-Lens. Le 12 décembre 1970, il est l'un des organisateurs d'un « tribunal populaire » à Lens qui juge de la responsabilité de la direction des Houillères. Sartre y joue le rôle de procureur.
Entre-temps, il acquiert une grande notoriété lors d'un des trois concerts des Rolling Stones au Palais des sports de Paris,. Un ami commun facilita, dans l’après-midi, une rencontre au grand hôtel Crillon, sur la place de la Concorde, résidence parisienne des Stones, qui le soir arrêtent abruptement leur prestation et invitent July à marcher vers le microphone pour un plaidoyer en faveur de tous les « prisonniers politiques » – maoïstes comme non-maoïstes même si le propos se révèle parfois très violent, en parlant de « casser la gueule » des chefs abusifs à l'usine ou de « bousiller le mec qui vous l'a envoyé » après un coup de matraque,. Il termine par « On a raison de se révolter », phrase extraite d’une lettre ouverte de Mao le 1er août 1966, adressée aux étudiants du lycée annexe de l’université Qing Hua qui, les premiers, avaient revendiqué l’appellation de « gardes rouges ». Mick Jagger entonne alors « Sympathy for the Devil » et une centaine de militants enfonce le cordon de sécurité en criant des slogans tels que « la musique de la jeunesse appartient aux jeunes » et « concerts libres ». 
En avril 1972, il couvre, comme journaliste de La Cause du peuple, l'affaire de Bruay-en-Artois (commune minière du Pas-de-Calais) : la jeune Brigitte Dewèvre, quinze ans et demi, fille de mineur, est découverte morte dans un terrain vague. Sur place, il fait campagne avec les responsables locaux de la Gauche prolétarienne, Joseph Tournel et François Ewald, contre Pierre Leroy, un notaire de la ville, et sa compagne Monique Beghin-Mayeur, et contre ce qu’ils appellent la justice bourgeoise. C'est lui qui corédige les articles qui paraissent dans le journal de la Gauche prolétarienne. Le notaire inculpé bénéficie d'un non-lieu en 1974.
À la même période il participe au lancement de l'agence de presse Libération (APL) avec Maurice Clavel et Jean-Claude Vernier. Il rencontre les journalistes militants du bulletin Pirate lancé quelques mois auparavant dans le but d'expérimenter de nouvelles formes de journalisme militant.

### Directeur deLibération

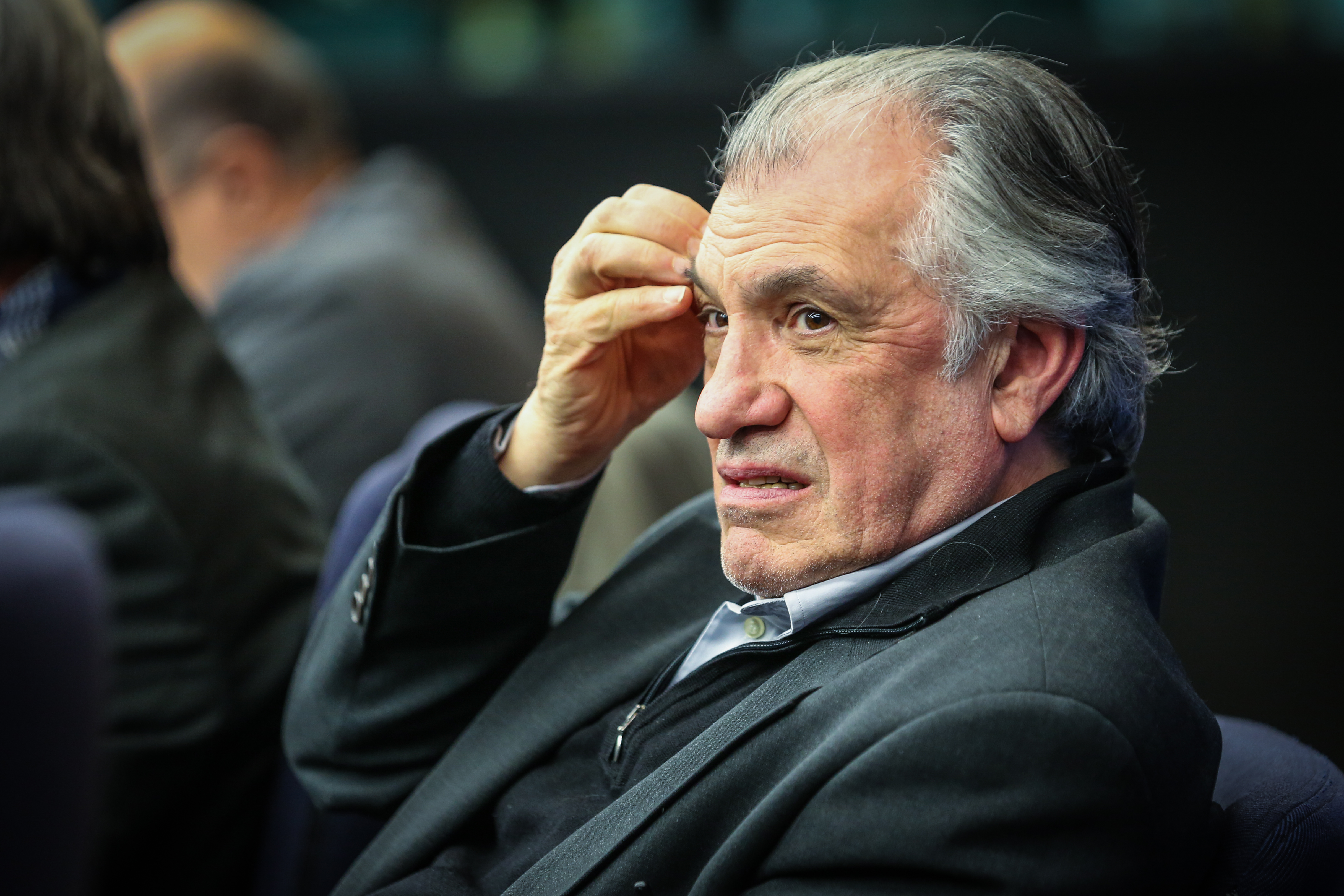
Serge July à Strasbourg au Parlement européen lors d’une conférence de presse pour la libération des journalistes otages en Syrie le 5 février 2014.

En novembre 1972, Benny Lévy est convaincu de lancer le quotidien Libération. Sartre pèse pour qu’il ne soit pas strictement maoïste. July est nommé le 6 décembre 1972 « responsable politique » du projet Libération par Lévy.
Le 4 janvier 1973, Libération est présenté à la presse. Le journal commencera à paraître à partir du 18 avril, à la Maison verte, rue Marcadet. À la tribune, Serge July, Philippe Gavi, Jean-Paul Sartre, Jean-Claude Vernier et Jean-René Huleu. 
Sartre en est le directeur de la publication jusqu'au 24 mai 1974. Serge July lui succède.
Le journal, qui se veut un quotidien d'information en rupture avec la presse bourgeoise (« Peuple, prends la parole et garde-la ») disparaît en février 1981. Serge July déclare la même année  : « Le gauchisme et la contre-culture ont cessé d'être des forces créatives. » 
Sous sa direction, le journal s'était lancé dans l'apologie de la pédophilie par des tribunes, comme Jacques Dugué s'explique, en janvier 1979 : « Qu'on arrête de persécuter ceux qui aiment les enfants même s'ils les aiment avec leur corps (…) moi je les ai aimé et c'est pour ça que j'ai eu des relations sexuelles avec eux. ce n'était que de l'amour (…) mais pourquoi un homme n'aurait-il pas le droit d'aimer un enfant si c'est aussi le désir et le bien d'un enfant, quelle est la loi naturelle qui l'interdit ? », publiant des nouvelles pédophiles et des annonces de rencontres sexuelles destinées à des mineurs.  
En 1977, il fait venir au sein de Libération Christian Hennion, auteur de la rubrique Fragrants Délits, qui s'avèrera être un pédophile confirmé. Il écrira d'ailleurs la nécrologie de Christian Hennion dans son livre, Dictionnaire amoureux du journalisme, où il évoque Franck Demusles en ces termes : « J'ai souvent croisé cet adolescent, et il était difficile de dire s'il était seulement le protégé de Christian Hennion, son fils adoptif ou son amant. ».  
En mai 1981, date de la renaissance d'un Libération plus modéré, il devient gérant (puis cogérant avec Evence-Charles Coppée en 1996) de la SARL Société nouvelle de presse et de communication (SNPC) créée en 1974 pour reprendre en location-gérance le titre Libération, propriété des Éditions Libération. Serge July est le principal artisan dans ces années de la transformation du journal situé initialement à l'extrême gauche vers ce qu'il décrit par un euphémisme comme « libéral-libertaire ». Les principes fondateurs du journal sont ainsi abandonnés et dès février 1982, les premières pages de publicité apparaissent dans le journal. July justifie alors ce reniement des principes initiaux par un éloge opportun de la publicité: « Non, Libération ne change pas ; c’est la publicité qui a changé. Elle est un art. On ne sait plus très bien où commence la culture et où finit la publicité. Sans elle, Libération eût été incomplet ».
En 1978, il publie un article critiquant la diffusion de la série Holocauste, invite au comité de rédaction Pierre Guillaume, fondateur négationniste de la librairie La Vieille Taupe et soutient la liberté d'expression de Robert Faurisson. Le 4 juillet 1983, il est condamné par la 17e chambre du tribunal judiciaire de Paris, accusé de diffamation, de provocation à la haine et à la violence raciale à la suite de la plainte de la Ligue internationale contre le racisme et l'antisémitisme, pour avoir publié dans un « Courrier des lecteurs » du 31 juillet 1982 une lettre antisémite. 
Depuis 1993, il fait partie du club Le Siècle, comme Laurent Joffrin, qui lui a succédé à Libération.
Ancien maoïste devenu patron et grande figure de la presse (surnommé « Citizen July »), July est par ailleurs éditorialiste politique :
- sur Europe 1 (de 1983 à 1995) ;
- sur TF1 (Le Débat, avec Michèle Cotta et Philippe Alexandre, de 1989 à 1992) ;
- sur France 3 (à partir de 1992 : À la une sur la 3, Dimanche Soir, France Europe Express, Duel sur la 3) ;
- sur LCI (Lignes de front) ;
- chroniqueur pour L'Express (1994).

En 1999, la justice française le condamne pour avoir publié des extraits du livre de Mathieu Lindon Le Procès de Jean-Marie Le Pen, que la justice française juge diffamatoires envers Jean-Marie Le Pen. La Cour européenne des droits de l'homme confirmera cet arrêt le 22 octobre 2007.
Le début des années 2000 est difficile pour Libération. Sa diffusion tombe de 200 000 exemplaires à moins de 135 000, et les différentes recapitalisations échouent à remettre le journal sur les rails, faute de changements effectifs dans sa gestion, ce qui aboutit en 2006 au licenciement de plus de 25 % du personnel. Le 13 juin 2006, Serge July annonce être prêt à quitter le journal à la demande du principal actionnaire, Édouard de Rothschild, en raison de la situation financière du journal. Il quitte le journal le 30 juin 2006.

### Après son départ deLibération
De 2006 à 2014, il est éditorialiste sur l'antenne de radio RTL et réalise des films avec sa compagne, la productrice Marie Génin. Père d'un fils, il a deux filles d'une seconde union.
Depuis 2011, il est également éditorialiste aux Inrockuptibles.
À la rentrée 2014, il rejoint Europe 1 pour participer à l'émission Le débat des grandes voix.
À partir de janvier 2023, il revient à Libération en tant que chroniqueur politique.

## Publications
- Vers la guerre civile (avec Alain Geismar et Erlyn Morane), Éditions et publications Premières, Lattès chez Denoël, 1969.
- Dis maman, c'est quoi l'avant-guerre ?, Alain Moreau, 1980.
- Les Années Mitterrand, Grasset, 1986.
- La Drôle d'année, Grasset, 1987.
- Le Salon des artistes, Grasset, 1989.
- La Diagonale du Golfe, Grasset, 1991.
- Un Nouveau monde, l'album pour les 20 ans de Libération, 1993.
- Entre quatre z'yeux, en collaboration avec Alain Juppé, Grasset, 2001.
- Gérard Fromanger, Cercle d'Art, 2002.
- Faut-il croire les journalistes ?, avec Philippe Gavi, Edwy Plenel et Jean-François Kahn, Éditions Mordicus, 2009.
- Dictionnaire amoureux du journalisme, Plon, 2015.

## Documentaires
- Il était une fois… Tchao Pantin, film diffusé sur France 5 le 18 mai 2003.
- Il était une fois… Le Dernier Tango à Paris, 2004.
- Il était une fois… Tess, film de 2006 diffusé sur Arte le 16 mars 2007.
- Empreintes - Dany Cohn-Bendit, agitateur depuis quarante ans, film de 2007 diffusé sur France 5 le 27 mars 2008.
- Empreintes - Agnès de A à b, film de 2009 diffusé sur France 5 le 17 avril 2009 à 20 h 35 (documentaire, culture).

## Citation
- « Le monde démocratique a besoin de l'Amérique. Dans la globalisation, les défaites politiques de l'Amérique sont des défaites de la démocratie. » Libération, 26 mars 2003.

### Vidéos
- Institut national de l'audiovisuel, Serge July
- Jérôme Garcin, Serge July à propos de "Vers la guerre civile", Boîte aux lettres, France Régions 3 Dijon, 7 avril 1986, voir en ligne.